# Polyzonus fasciatus
Polyzonus fasciatus — вид жуков рода Polyzónus из трибы Callichromatini подсемейства настоящих усачей семейства усачей. Типовой вид рода.

## Название
Видовой эпитет лат. fasciátus — полосатый (от лат. fáscia — полоса (широкая), лента, повязка) — отражает окраску надкрылий с яркими перевязями (полосами).

## Распространение
Южные районы Восточной Сибири и Дальнего Востока России от Байкала до Владивостока, Северная Монголия, Северный Китай, Корея.

## Местообитания
Лесостепные зоны. Экологически вид связан с шиповником.

## Описание
Тело фиолетово-синее, почти цилиндрическое, длиной 14—20 мм. Голова по глаза втянута в переднеспинку. Глаза широковыемчатые. Усики тонкие, у самцов заходят за вершины надкрылий, у самок едва их достают. Переднеспинка продолговатая, с перехватом у основания, с острым бугорком по бокам, на диске в крупной сливающейся, на боках и в передней и задней четвертях в мелкой пунктировке. Надкрылья тёмно-синие с металлическим отливом, с двумя широкими сплошными оранжево-жёлтыми поперечными перевязями; по форме параллельносторонние, вытянутые, выпуклые, на вершине с узкозакругленными внутренними углами, в мелкой убористой пунктировке, с короткими прилегающими волосками. Ноги тёмно-синие, тонкобулавовидные, с задними бёдрами, почти достигающими вершины надкрылий у самцов и заходящими лишь за третью четверть их длины у самок. Брюшко к вершине чуть сужено, покрыто мелкими светлыми волосками.

## Биология
Время лёта с июня по сентябрь. После спаривания и выхода из мест выплода самки через две недели отклыдывают липкие яйца на прикорневую часть побегов шиповника, где нет шипов, по одному на побег. Личинки развиваются в древесине таких шиповников, как Шиповник Максимовича (Rosa maximowicziana), Шиповник морщинистый (Rosa rugosa) и Шиповник даурский (Rosa davurica), реже в леспедеце, прокладывая в их побегах продольные ходы, которые либо рыхло забивает буровой мукой, либо выбрасывает её через вентиляционные отверстия наружу. В результате жизнедеятельности личинок побеги кормового растения усыхают и обламываются. Выросшие личинки проникают в подземную часть стебля или в корень шиповника, после чего перезимовывают и, после второй зимовки, окукливаются в первой половине лета. Имаго питаются на цветах семейств Зонтичные, Розовые, Астровые и других. Жизненный цикл составляет два—три года.

## Синонимы
- Saperda fasciata Fabricius, 1781
- Cerambyx (Saperda) sibiricus Gmelin, 1789
- Cerambyx bicinctus Olivier, 1795
- Polyzonus fasciatus Laporte de Castelnau, 1840
- Polyzonus meridionalis Bates, 1879
- Polyzonus fasciatus ab. anticeinterruptus Plavilstshikov, 1934
- Polyzonus fasciatus ab. posticeinterruptus Plavilstshikov, 1934
- Polyzonus fasciatus ab. biinterruptus Plavilstshikov, 1934
- Polyzonus fasciatus ab. latefasciatus Plavilstshikov, 1934
- Chelidonium fasciatus Liu, 1934
- Polyzonus fasciatus ab. multiinterruptus Podaný, 1980
- Polyzonus fasciatus ab. punctatus Podaný, 1980
- Polyzonus (Polyzonus) fasciatus Podaný, 1980
- Polyzonus fupingensis Xie & Wang, 2009